# Bert Hildebrandt
Bert Hildebrandt (Antwerpen, 1906  - Spanje, 1974) was een Belgische kunstschilder en etser.

## Biografie
Bert Hildebrandt kreeg zijn eerste opleiding in het atelier van Henri Luyten en volgde daarna lessen aan de Academie van Antwerpen en het NHISKA (Nationaal Hoger Instituut voor Schone Kunsten in Antwerpen) onder de leiding van Isidoor Opsomer, Julien Creytens en Albert Saverys.
Hij was bevriend met Edmond van Dooren wiens stijl aanvankelijk zijn werk beïnvloedde. Hij onderhield contacten met Aloïs De Laet en was een regelmatig bezoeker van de ateliers van Richard Baseleer en Jos Mous. Hij was ook  bevriend met Ivo Van Hool, een amateurschilder, en had een grote invloed op diens zoon Gilbert Van Hool.
Bert Hildebrandt schildert dikwijls uit een onverwachte gezichtshoek, door de geladenheid van zijn werken en zijn verrassend palet ontstaat vaak een wisselspel tussen droom en werkelijkheid, tussen stof en geest. Hij schiep zijn eigen kleurrijke fantastische wereld in zijn werken en tegen het einde van zijn leven trachtte hij zijn kosmische kijk op het leven door te geven in zijn schilderijen.
- RKD-Nederlands Instituut voor Kunstgeschiedenis: 38396